# Pogoniopsis nidus-avis
Pogoniopsis nidus-avis,  es una especie   de orquídea de hábitos terrestres. Es originaria de Brasil.

## Descripción
Pogoniopsis nidus-avis se distingue fácilmente porque tiene clorofila, es saprofita, con raíces fasciculadas, sin hojas, que se presentan modificadas en brácteas fibrosas que cubren por completo el tallo carnoso y quebradizo.
Las plantas son de color amarillo pálido y sus flores pequeñas, miden entre dos y tres centímetros, con grandes brácteas de color amarillo, que pueden ser de color amarillo pálido, naranja o marrón, con labelo más o menos saliente,  trilobulado, con rayas de color naranja y lóbulos laterales pilosos y erectos; la columna es corta con alas dentadas en ambos lados de la antera es de color amarillo.

## Distribución y hábitat
Es una orquídea de hábitos terrestres, originaria de Brasil, donde viven en la materia orgánica  en descomposición en los oscuros bosques de los estados del sureste en Santa Catarina.

## Taxonomía
Pogoniopsis nidus-avis fue descrita por Heinrich Gustav Reichenbach y publicado en Otia Botanica Hamburgensia 82, en el año 1881.